# Tropical Bouquets
| Recensione | Giudizio |
| ---------- | -------- |
| AllMusic   |          |

Tropical Bouquets è un album a nome "Xavier Cugat and His Orchestra", pubblicato dalla casa discografica Columbia Records nel novembre del 1949.

## Tracce

### LP
Lato A
1. The Thrill of a New Romance (Tentacion de amor) (Strumentale) – 3:21 (testo: Harold Adamson – musica: Xavier Cugat, Fausto Curbelo) – Registrato il 24 marzo 1947 a Hollywood
2. Chon, Chon, Chon (Voce di José Moneró) – 3:14 (Marcelino Guerra) – Registrato il 4 novembre 1947 a New York
3. El tumbaito (Voce di José Moneró) – 3:15 (testo: Faustino Miró – musica: José Delgado) – Registrato il 5 febbraio 1947 a Hollywood
4. Hokey Joe (Voci di "Aladdin & The Boyd Triplets") – 3:08 (testo: Juan Ricardo – musica: Dion Swan) – Registrato il 5 febbraio 1947 a Hollywood

Lato B
1. Adios Mariquita linda (Strumentale) – 3:07 (musica: Marcos A. Jiménez) – Registrato il 24 marzo 1947 a Hollywood
2. Dice mi gallo (Voce di José Monero) – 2:59 (Augustin Rodriguez) – Registrato il 24 marzo 1947 a Hollywood
3. Tira tira (Pull-Pull) (Voce di Pupy Del Campo) – 3:01 (Pupy Del Campo) – Registrato nel giugno 1945 a New York
4. Palabras de mujer (Strumentale) – 3:15 (musica: Agustín Lara) – Registrato nell'aprile 1946 a New York

- Durata brani ricavato dal CD pubblicato nel 2000 dalla Vocalion Records (7 65387 30102 6)

## Musicisti
- Xavier Cugat – direttore d'orchestra
- José Moneró – voce (A2, A3 e B2)
- Aladdin & The Boyd Triplets – voci (A4)
- Pupy Del Campo – voce (B3)
- Membri dell'orchestra non accreditati